# Brassawola
Brassawola (Brassavola R. Br.) – rodzaj roślin z rodziny storczykowatych (Orchidaceae). Obejmuje 19 gatunków występujących w Ameryce Północnej, Środkowej i Południowej w takich krajachi regionach jak: Argentyna, Aruba, Belize, Boliwia, Brazylia, Kajmany, Kolumbia, Kostaryka, Dominikana, Salwador, Gujana Francuska, Gwatemala, Gujana, Honduras, Jamajka, Leeward Islands, Meksyk, Nikaragua, Panama, Paragwaj, Peru, Portoryko, Karaiby, Surinam, Trynidad i Tobago, Wenezuela, Windward Islands.

## Systematyka
Rodzaj sklasyfikowany do podplemienia Laeliinae w plemieniu Epidendreae, podrodzina epidendronowe (Epidendroideae), rodzina storczykowate (Orchidaceae), rząd szparagowce (Asparagales) w obrębie roślin jednoliściennych.
Wykaz gatunków
- Brassavola acaulis Lindl. & Paxton
- Brassavola amazonica Poepp. & Endl.
- Brassavola angustata Lindl.
- Brassavola appendiculata A.Rich. & Galeotti
- Brassavola caraiensis Campacci & Rosim
- Brassavola ceboletta Rchb.f.
- Brassavola cucullata (L.) R.Br.
- Brassavola fasciculata Pabst
- Brassavola filifolia Linden
- Brassavola flagellaris Barb.Rodr.
- Brassavola harrisii H.G.Jones
- Brassavola martiana Lindl.
- Brassavola nodosa (L.) Lindl.
- Brassavola ovaliformis C.Schweinf.
- Brassavola pitengoensis Campacci
- Brassavola retusa Lindl.
- Brassavola subulifolia Lindl.
- Brassavola tuberculata Hook.
- Brassavola xerophylla Archila